# Egyptalum
Egyptalum, auch Egypt Aluminum oder als Börsenkürzel EGAL, arabisch مصر للألومنيوم, DMG Miṣr li-l-Alūminyūm, ist einer der bedeutendsten Aluminiumhersteller in Afrika. Die Firmenzentrale mit den Produktionsanlagen befindet sich im oberägyptischen Nag Hammadi. Das Unternehmen bezieht die für die Aluminiumerzeugung notwendige elektrische Energie vom fast 330 km entfernten Assuan-Staudamm und bedient sich für den Warenaustausch des ca. 210 km östlich gelegten Hafens von Safaga. Das Anfang der 1970er Jahre konzipierte Unternehmen ist durch seinen Hauptanteilseigner (92,17 %) der Metalic Industries Holding Company einer Staatsholding im Wesentlichen in Besitz des ägyptischen Staats.